# Malubiting
El Malubiting (en urdu:مالونیتنگ), también conocido como Malubiting Oeste, es una montaña de 7458 m de altura, en la cordillera del Karakórum.
Se encuentra en la sección central de las montañas Rakaposhi-Haramosh, a unos 40 kilómetros al oriente del Rakaposhi, la montaña más alta y occidental de esta cordillera. A menos de 10 km al norte se encuentra el Spantik, y entre estas dos montañas nace el glaciar Chogo Lungma, que fluye hacia el oriente, separando las montañas Rakaposhi-Haramosh orientales de las montañas Spantik-Sosbun, otra cordillera pequeña del Karakórum.

## Cumbre del Malubiting
Mirando hacia el oriente desde el glaciar Chogo Lungma, se puede apreciar el prominente pico Central (Malubiting Central). Sin embargo, visto desde el norte, no tiene mucha diferencia de altura con la cumbre Principal, llamada Malubiting Oeste, por su ubicación en el macizo. El Malubiting Central está flanqueado por dos subpicos, el Malubiting Sudeste de 6970 m, con una prominencia de 254 m, y el Malubiting Noreste de 6834 m, con una prominencia de 193 m, también conocido como Malubiting Norte. Al poniente de la cumbre Principal está el Juto Sar, de 6785 m de altura, con una prominencia de 265 m y que también es un pico lateral del Malubiting. Más hacia el occidente, le siguen los picos del Miar Chhish de 6824 m, que se considera una montaña independiente, con una prominencia de 724 m.

## Ascensiones
En 1959, una expedición patrocinada por la Asociación de Montañismo del Ejército, con oficiales británicos y pakistaníes, exploró el área del glaciar Chogo Lungma. El pakistaní Jawed Akhter, y el británico AJ Imrie, lograron la primera ascensión a la cumbre Malubiting Sudeste, el 2 de agosto.
En 1969, los polacos Richard Szafirski (líder de la expedición), Andrej Heinrich, Roman Petrycki y Andrzej Kus intentaron llegar al Malubiting desde el glaciar Chogo Lunga, en el norte. No pudieron usar una ruta más corta desde el valle de Hunza, sobre el glaciar Barpu, porque el gobierno pakistaní había bloqueado el valle para las expediciones. Los escaladores subieron el paso entre el Spantik al norte, y el Malubuting Noreste al sur, y bautizaron este paso como Polan La. Escalaron la cumbre Noreste el 8 de octubre. Dos días después, llegaron a la meseta entre la cumbre Central y la cumbre Principal, a unos 7100 m de altitud, antes de tener que abortar su intento debido a la densa acumulación de nieve y el grave riesgo de avalanchas.
La primera ascensión al Malubiting Oeste fue llevada a cabo por el austriaco Horst Schindlbacher, de la Expedición Memorial del Dr. Arndt Schussler, de 1971. Los escaladores Schindlbacher, Kurt Pirker, Hilmar Sturm y Hanns Schell alcanzaron la cumbre con clima despejado el 23 de agosto. Sin embargo, días antes tuvieron que abortar su intento por una tormenta. Los austriacos completaron la ruta que los polacos intentaron en 1969.